# Campionat del Món de Ral·lis Cross-Country 2015
La temporada de 2015 del Campionat del Món de Ral·lis Cross-Country, anomenat oficialment FIM Cross-Country Rallies World Championship, fou la 13a edició d'aquest campionat, organitzat per la FIM. L'austríac Matthias Walkner va guanyar el títol. L'únic canvi respecte a l'any anterior fou la substitució del Ral·li dos Sertoes al Brasil pel Ral·li d'Atacama a Xile.

## Proves
|   | Prova                 | Dates                       | Guanyador motos         | Guanyador quads            |
| - | --------------------- | --------------------------- | ----------------------- | -------------------------- |
| 1 | 27 març - 2 abril     | Abu Dhabi Desert Challenge  | Marc Coma (KTM)         | Mohammed Abu Issa (Yamaha) |
| 2 | 19-24 abril           | Sealine Cross-Country Rally | Marc Coma (KTM)         | Rafal Sonik (Honda)        |
| 3 | 10-17 maig            | Rallye des Pharaons         | Jakub Piatek (KTM)      | Mohammed Abu Issa (Yamaha) |
| 4 | 6-11 juny             | Sardegna Rally Race         | Matthias Walkner (KTM)  | Rafal Sonik (Honda)        |
| 5 | 30 agost - 5 setembre | Atacama Rally               | Pablo Quintanilla (KTM) | Ignacio Casale (Yamaha)    |
| 6 | 3-10 octubre          | OiLibya Rally               | Sam Sunderland (KTM)    | Rafal Sonik (Honda)        |

## Classificació
Font:
| Posició | 1r | 2n | 3r | 4t | 5è | 6è | 7è | 8è | 9è | 10è | 11è | 12è | 13è | 14è | resta | no acaba |
| Punts   | 28 | 23 | 19 | 16 | 14 | 13 | 12 | 11 | 10 | 9   | 8   | 7   | 6   | 5   | 4     | 3        |

### Motos
| Pos | Pilot                | Moto   | Punts |
| --- | -------------------- | ------ | ----- |
| 1   | Matthias Walkner     | KTM    | 90    |
| 2   | Sam Sunderland       | KTM    | 83    |
| 3   | Paulo Gonçalves      | Honda  | 72    |
| 4   | Marc Coma            | KTM    | 70    |
| 5   | Pablo Quintanilla    | KTM    | 68    |
| 6   | Mohammed Al Balooshi | KTM    | 55    |
| 7   | Jakub Piatek         | KTM    | 54    |
| 8   | Jordi Viladoms       | KTM    | 47    |
| 9   | Rubén Faria          | KTM    | 44    |
| 10  | Armand Monleon       | KTM    | 37    |
| 12  | Joan Barreda         | Honda  | 33    |
| 17  | Juan Pedrero         | Yamaha | 18    |
| 48  | Iván Cervantes       | KTM    | 4     |
| =   | Marc Solà            | Yamaha | 4     |
| =   | Carles Checa         | Beta   | 4     |
| =   | Laia Sanz            | KTM    | 4     |
| =   | Rosa Romero          | KTM    | 4     |
| 124 | David Adrià          | Honda  | 3     |

### Quads
| Pos | Pilot                   | Moto   | Punts |
| --- | ----------------------- | ------ | ----- |
| 1   | Rafal Sonik             | Honda  | 153   |
| 2   | Mohammed Abu Issa       | Yamaha | 95    |
| 3   | Kamil Wisniewski        | Yamaha | 58    |
| 4   | Ignacio Casale          | Yamaha | 28    |
| 5   | Eduardo Marcos          | Can Am | 26    |
| =   | Nelson Augusto Sanabria | Yamaha | 26    |
| 7   | Covadonga Fernández     | Can Am | 22    |
| 8   | Mauro Almeda            | Yamaha | 19    |
| =   | Stephane Marthoud       | Honda  | 19    |
| =   | Antoine Lecompte        | Yamaha | 19    |